# Takashi Takusagawa
Takashi Takusagawa (田草川 貴 Takusagawa Takashi?, nacido el 12 de febrero de 1981 en Tokio) es un exfutbolista japonés. Jugaba de guardameta y su último club fue el Shonan Bellmare de Japón.

## Trayectoria

### Clubes
| Club            | País  | Año         |
| --------------- | ----- | ----------- |
| Avispa Fukuoka  | Japón | 1999 - 2000 |
| Shonan Bellmare | Japón | 2001 - 2002 |